# Vasúti pálya

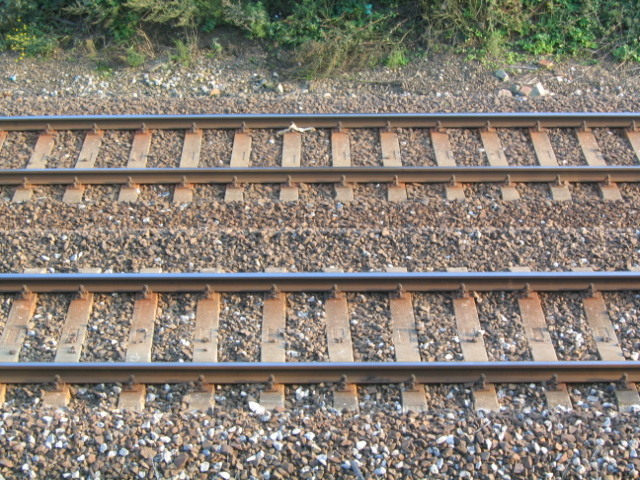
Normál nyomtávolságú vasbetonaljas vasúti pályák zúzottkő ágyazaton

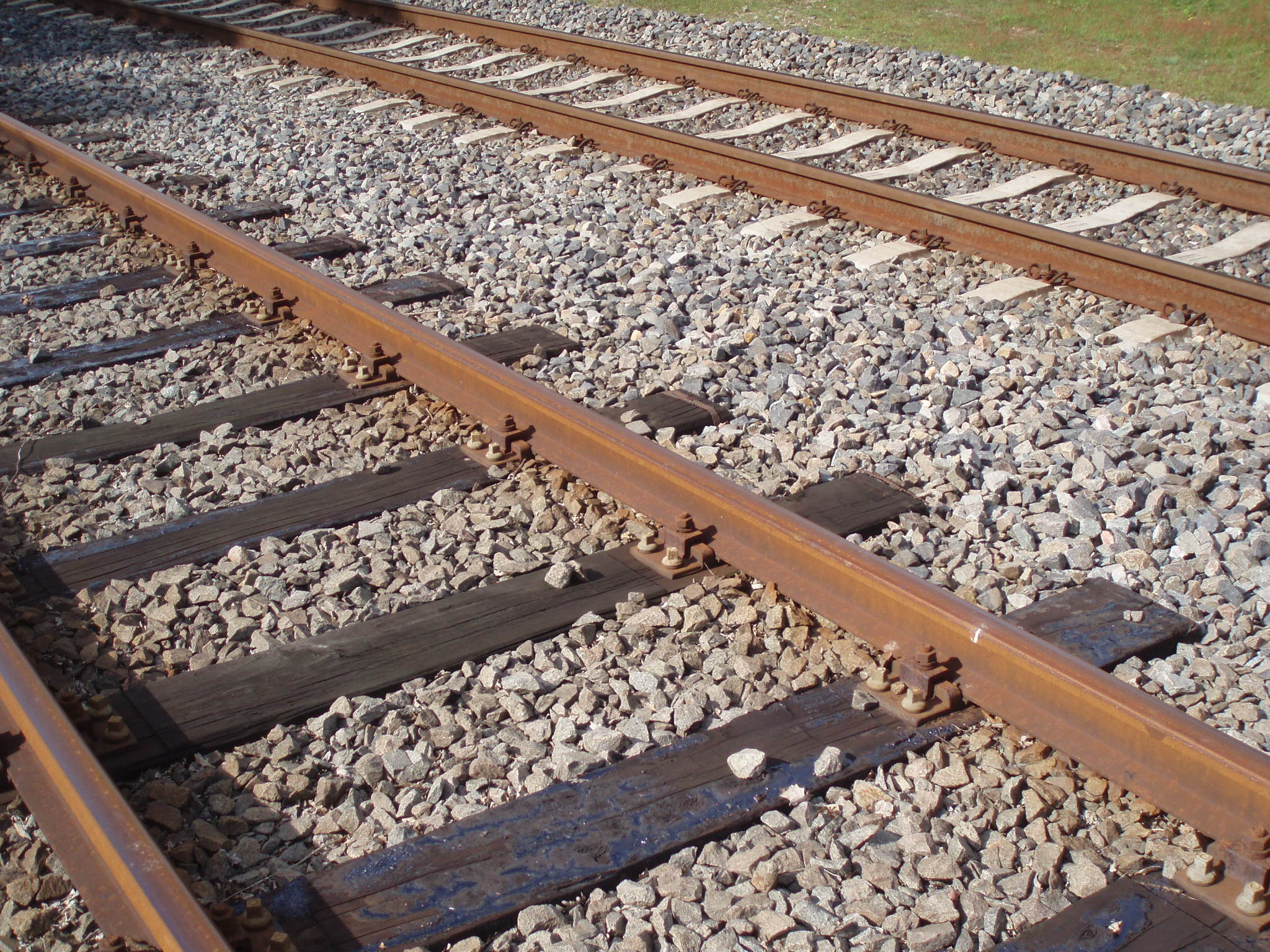
Két vasúti pálya egymás mellett, a felépítményeikben a kétféle technológia keresztaljaival: a bal oldali vágány talpfákkal, a jobb oldali vágány vasbetonaljakkal készült

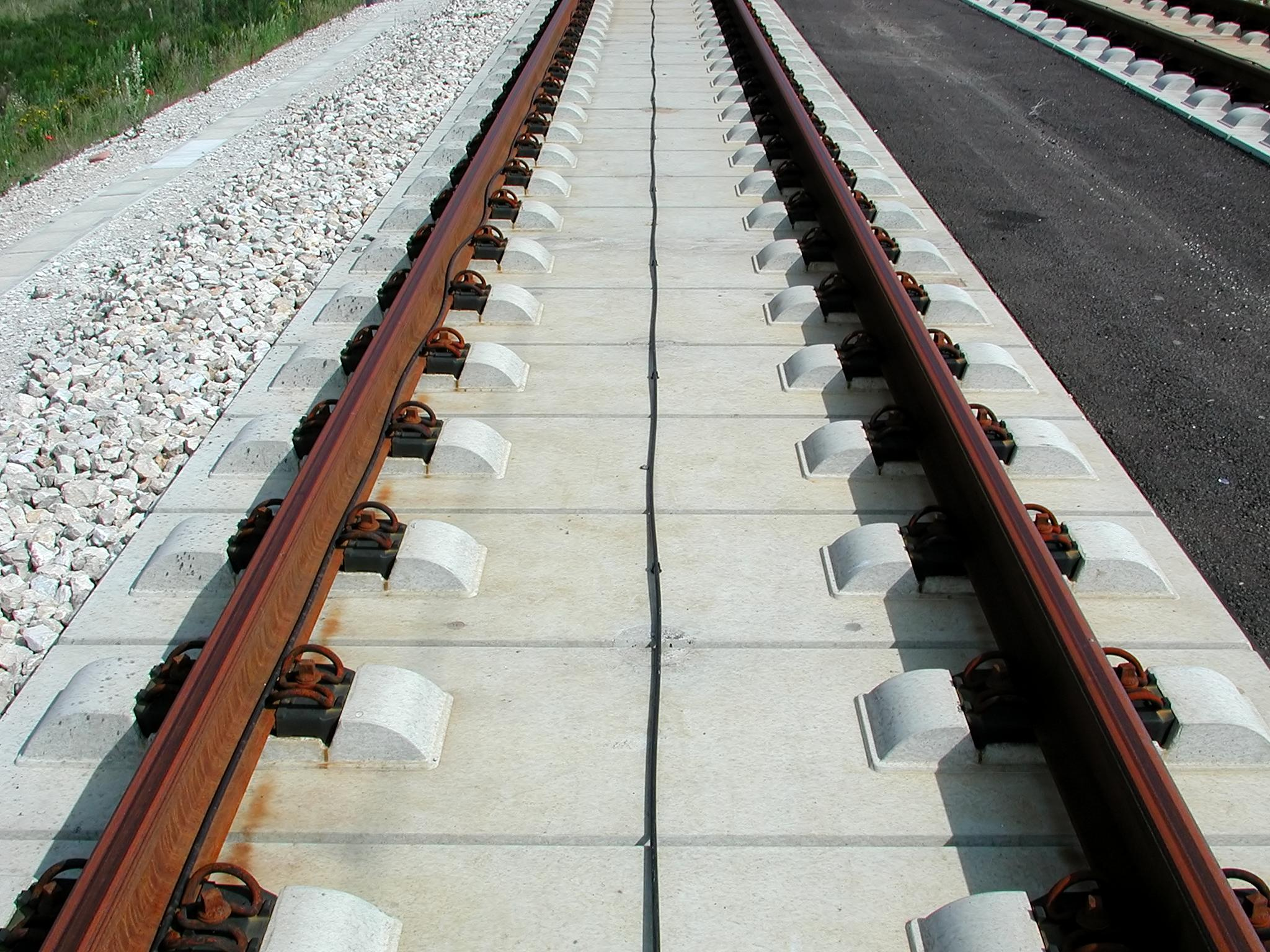
Különleges betonaljas nagysebességű pálya

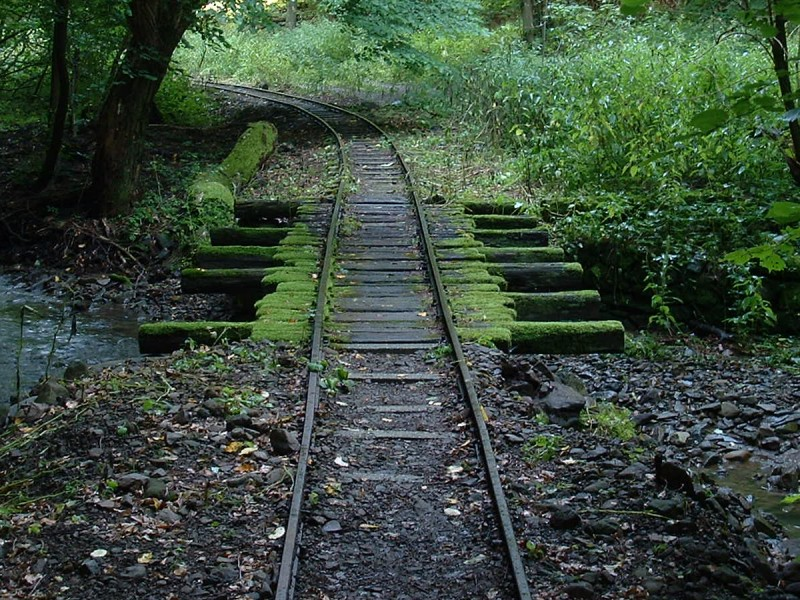
600 mm nyomtávolságú pálya 9 kg/fm-es sínekkel a Kemencei Erdei Múzeumvasúton

A vasúti pálya a vasúti közlekedés alapvető rendszereleme; mindazon létesítmények összessége, melyek lehetővé teszik a vasúti járművek közlekedését két adott földrajzi pont között. A pálya rendeltetése a rajta haladó járművek alátámasztása és vezetése. Két fő részre bontható: alépítményre és felépítményre. Az alépítménybe tartoznak a földművek (töltések, bevágások) és a műtárgyak (például hidak, alagutak), míg a felépítmény részei az ágyazat és a vágány.

## Alépítmény
Az alépítmény feladata a pálya nyomvonalán a terep kiegyenlítése, a közlekedési pálya térbeni elhelyezése oly módon, hogy az a vasúti közlekedéshez szükséges geometriai követelményeket (lejtviszonyok, ívsugarak) kielégítse. Részei:

### Földművek
A pálya és a kapcsolódó építmények elhelyezésére szolgáló terepkiegyenlítés, melyet általában a talaj saját anyagából hoznak létre. A terepből a talaj eltávolításával kialakított földmű a bevágás, a terepszintből kiemelkedő földmű a töltés. A vasúti létesítmények igényeinek megfelelő új, mesterséges felszín a földműkorona, oldalsó határoló felülete a rézsű.

### Műtárgyak
Az alépítmény részét képező mesterséges létesítmények, melyek egyrészről a pálya védelmét biztosítják, másrészről a folyamatos vonalvezetést adják ott, ahol ez földművel nem biztosítható. Ilyen műtárgyak az alagutak, hidak, rés- és bélésfalak, görgetegfogók, illetve támfalak, átereszek.

## Felépítmény
A felépítmény a pályatest alépítmény-korona feletti része. Feladata a közlekedő járművekről a sínre átadódó erők rugalmas felvétele, és azok egyenletes elosztása úgy, hogy az alépítményben az maradandó alakváltozást ne okozzon. Részei:

### Vágány
A pálya elsődleges, a járművekkel közvetlen kapcsolatban álló teherhordó szerkezete.
Részei:

#### Sínek
A sín a járművek hordozására, vezetésére és az ebből adódó terhelések átvitelére szolgáló rugalmasan alátámasztott tartó. Leggyakoribb formája a hengerelt acélból készült szélestalpú Vignol-sín. Az egyes vasutak sajátosságai, illetve felépítményfajták szerint többféle sínrendszert használnak.

#### Aljak
Az aljak feladata a nyomtávolság biztosítása, valamint a sínek alátámasztása és a teher egyenletes elosztása az ágyazatra. Az alj alakja és a vágányrendszer kialakítása szerint lehet keresztalj, hosszalj, vagy magánalj. Az aljak anyaga kezdetben fa volt (talpfa) ez kellően jó megmunkálható és megfelelő rugalmasságú alátámasztást biztosít. Hátránya a korhadásra, berágódásra való hajlam, illetve a viszonylag magas ár. Kiváló tulajdonságai miatt a faaljak ma is használatosak, elsősorban kitérők és átszelések aljszerkezeteként. Később elterjedten alkalmaztak sajtolt acéllemez, majd betonaljakat. Jelenleg folyópályában leggyakoribb az előfeszített vasbetonaljak használata. A sínek gerincének síkja nem függőleges, a sínek a vágánytengely irányában megdöntve helyezkednek el. A síndőlést az alj felületének kialakítása, vagy az alátétlemez alakja biztosítja. A síndőlés mértéke hagyományosan 1:20, közép-európai vasutaknál az új építésű pályákon 1:40 arányú. (A korszerű, nagy sebességű vasúti pályákon alkalmazott 1:40 arány kedvezőbb sínkorona-kerékabroncs kapcsolatot biztosít.)

#### Kapcsolószerek

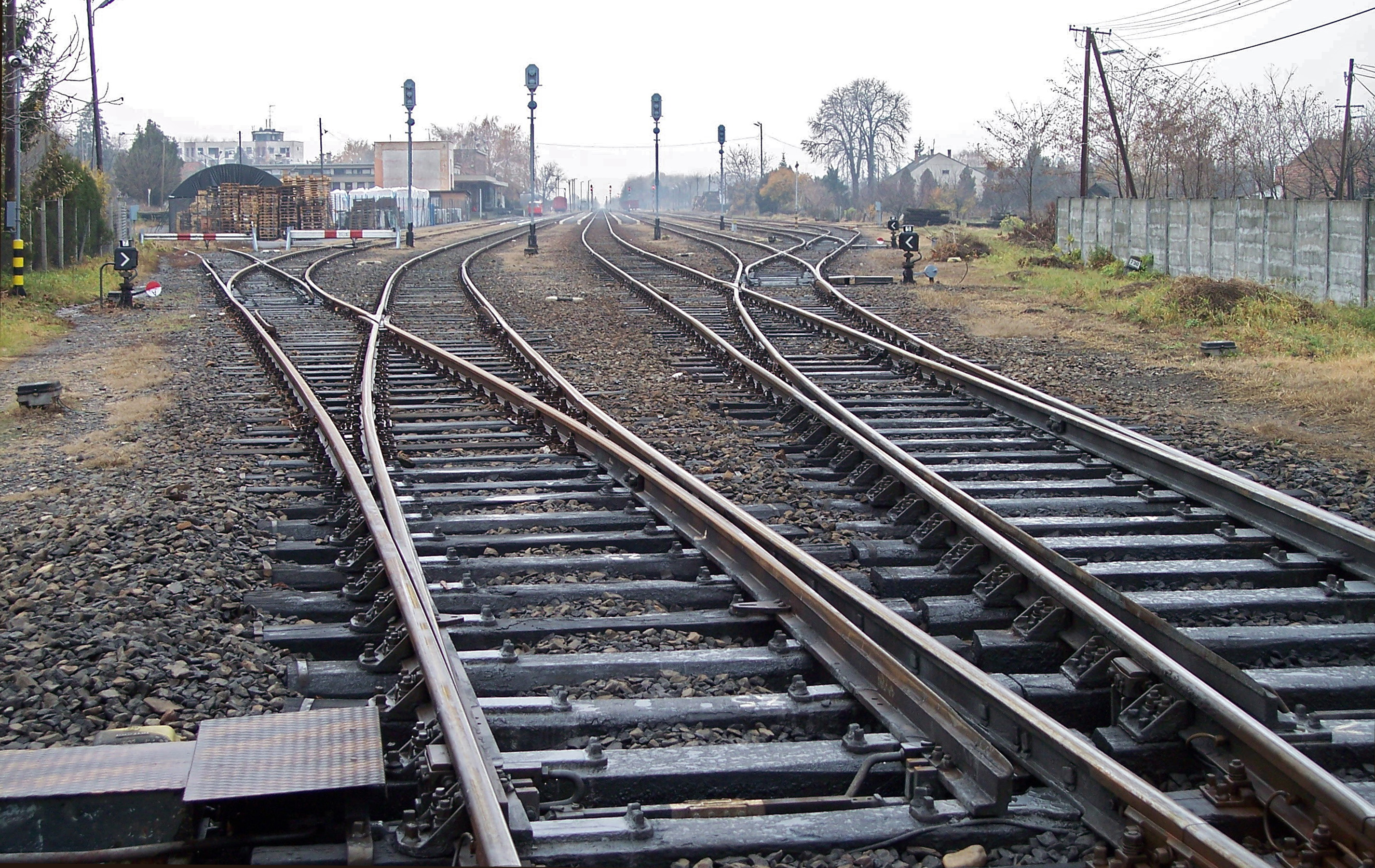
Vasúti váltók

A vasúti vágány összekapcsolására és leerősítésére szolgáló szerkezetek.
A sínleerősítések a sínek és az aljak összekapcsolására szolgálnak. Részeik az alátétlemezek, leerősítőcsavarok, rugalmas leerősítőszerek. A kezdetekben a síneket sínszegekkel erősítették az aljakra. A közvetlen leerősítés fejlettebb változata a síncsavaros leerősítés. Manapság ezek már csak kisforgalmú mellékvonalakon használatosak. A terhelés növekedése miatt később megjelentek a szétválasztott leerősítések, ahol az aljra fektetett alátétlemez van az aljhoz leerősítve, a sínt az alátétlemezhez rögzítik. Tipikus példája ennek a MÁV-nál alkalmazott GEO-leerősítés. A hézagnélküli felépítmények már a hosszirányú erőhatások felvételére alkalmas rugalmas leerősítéseket követelnek meg. Nagyobb pályasebességeknél rugalmas leerősítést alkalmaznak ilyen a közvetlen leerősítések közül a Pandrol, vagy a Nabla rendszer, a szétválasztott leerősítések közül a rugalmas GEO vagy a szorítórugós SKL rendszerű.
A kapcsolószerek másik csoportja a síneket hosszirányban egymáshoz kapcsoló hevederek, illetve hevedercsavarok. Az ilyen pályát hevederes (illesztett) pályának nevezzük, szemben az összehegesztett síneket használó hézag nélküli (hegesztett) pályával.
A hevederes összeköttetés célja, hogy a két csatlakozó sín se magassági, se oldalirányban el ne mozdulhasson, emellett lehetőséget nyújt a két sínszál hőtágulás okozta nyúlására. Két fő típusuk a lapos heveder és a szögheveder. A régebbi sínrendszereknél a lapos heveder volt a szabvány, de a terhelés növekedésével gyengének bizonyultak, az oldalerők a pálya könyökösödését illetve a heveder törését okozták. A szöghevederek ezt kiküszöbölve talppal rendelkeznek, mely a síntalpra illeszkedik felülről.
A hevederek mindig egy adott sínrendszerhez készülnek. Régebben használatban voltak átmeneti hevederek is, amelyek két eltérő rendszerű sín között biztosították a kapcsolatot, de ma már átmeneti síneket használnak ilyen célra, melyeket eltérő sínek összehegesztésével készítenek.
Az egymáshoz csatlakozó sínek összekapcsolási helye a sínillesztés, melynek részei a hevederek és az illesztési aljak. Az illesztési aljak elhelyezkedése szerint megkülönböztetünk lengő és ikeraljas illesztést. Lengő sínillesztésnél a két sínvég csatlakozása két keresztalj közé esik. Hátránya, hogy a sínvégek fokozott kopásával jár, és nagyobb a hevedertörés veszélye. Az ikeraljas illesztésnél a két sínvég egy-egy keresztaljjal alá van támasztva, így a két alj közvetlenül egymás mellé esik. A sínvégekre így a kisebb mozgás miatt kisebb terhelés jut, viszont fontos az ágyazat aláverése az aljak jó felfekvéséért. Ikeraljaknál gyakori a talpfák használata.

### Ágyazat
Az ágyazat feladata a vágányról átadódó járműteher rugalmas és egyenletes elosztása az alépítményre, valamint belső ellenállásával a vágány irányának, fekszintjének megvalósítása és megtartása. Az ágyazattal szemben fontos követelmény, hogy a pályára hulló csapadékvizet átengedje. Anyaga leggyakrabban éles törésű, időtálló kemény kőzet (zúzottkő, általában bazalt vagy andezit), kisebb terheléseknél előfordul kavics, homokos kavics, vagy teljesen kiégett szénsalak.

## A pálya jellemzői
A pálya geometriai és erőtani jellemzői alapvetően meghatározzák a rajta közlekedtethető vasúti járművek tipusát, terhelhetőségét, sebességét. Alapvető pályajellemzők:
- nyomtávolság
- ívsugarak

A pályaívek sugara elsődlegesen meghatározza a pályán alkalmazható legnagyobb sebességet, illetve a pályán közlekedtethető járművek geometriai méreteit.
- lejtőviszonyok

A pálya emelkedése és lejtése ezrelékben kifejezve. Adott pályaszakasz egyik legfontosabb jellemzője a mértékadó emelkedő, amely a pályaszakasz járulékos pályaellenállásai (kanyarulati és emelkedési ellenállás) összességének legnagyobb értéke, egyenértékű emelkedésként ezrelékben megadva.
- tengelyterhelés

A pálya terhelhetőségének mérőszáma, a jármű egy tengelyén engedélyezett legnagyobb statikus függőleges terhelés.
- engedélyezett sebesség

Az engedélyezett legnagyobb sebesség függ az al- és felépítmény, valamint a műtárgyak műszaki állapotától, a pálya kiépítésétől (ív- és lejtőviszonyoktól) és a környezettől. Előfordul, hogy a tengelyterheléstől függ a pályasebesség, a könnyebb motorvonatok gyorsabban közlekedhetnek mint a mozdony vontatta vonatok. Ahol a legnagyobb engedélyezési sebesség nem biztosítható, lassújelek jelzik az adott szakaszra vonatkozó sebességet.

## A vasúti pályákhoz kapcsolódó fogalmak a jogszabályokban
A Vasúti közlekedésről szóló 2005. évi CLXXXIII. törvény 2. §-a részletesen definiálja az egyes vasúti közlekedéshez kapcsolódó fogalmak – a törvény alkalmazásához kapcsolódó – értelmezését. Egyes kifejezések tekintetében a törvényi értelmezés eltér az adott kifejezések a magyar vasúti műszaki szaknyelvben használatos jelentésétől, esetenként kibővítve, vagy részben átértelmezve azok jelentését. A törvény szövegében írott pályával kapcsolatos definíciók az alábbiak:
1. vasúti pálya: a vasúti vágány, az alatta levő, valamint a – jogszabályban vagy hatósági előírásban megállapított – hozzátartozó védő (biztonsági) földterület, továbbá a különleges vasút működéséhez szükséges szerkezet, illetve földterület, valamint az azt hordozó és mozgásirányát meghatározó tartószerkezet;
2. vasúti pálya tartozékai: a vasúti alagút, híd, jelzőhíd, áteresz, zajvédő-fal, támfal, a vasút kereszteződése vasúttal, közúttal vagy magánúttal, a vasúti térvilágító berendezés, a vasúti jelző- és biztosító berendezés, a vasúti villamos felsővezeték és az ehhez kapcsolt berendezés, a vasúti peron, a vasúti peronhoz vezető gyalogos alul- és felüljáró, a különböző nyomtávolságú pályahálózatok közötti kölcsönös átjárhatóságot biztosító eszközök, berendezések, vágányba épített mérlegek, vágányfékek, hőn-futásjelző berendezés, valamint a vasúti távközlő vezetékek, berendezések, vasúti rakodó és járműmozgató berendezések, ideértve a mindezek elhelyezésére szolgáló földterületet is;
3. vasúti üzemi létesítmény: a vasúti közlekedés lebonyolításához szükséges ingatlan (épület, illetve építmény, az alatta levő földterülettel együtt), amely nélkül a vasúti közlekedési tevékenység nem vagy csak jelentős nehézség árán lenne folytatható (például forgalmi épület, javító pályaudvar, vasútállomás és megállóhely, vasúti felvételi épület közvetlenül az áruforgalom és a személyforgalom lebonyolítására és kiszolgálására szolgáló része, az utastájékoztató berendezés, a különböző nyomtávolságú pályák közötti átjárhatóságot szolgáló létesítmények), kivéve a vasúti pályát és tartozékait;
4. országos jelentőségű vasúti pálya: az országos törzshálózati vasúti pálya, valamint a vasúti mellékvonal;
5. országos törzshálózati vasúti pálya: az e törvény 1. számú mellékletében meghatározott vasúti pálya;
6. vasúti mellékvonal: az e törvény 2. számú mellékletében meghatározott vasúti pálya;
7. csatlakozó vasúti pálya: az országos vasúti pályahálózatot és a saját célú vasúti pályahálózatot összekötő vasúti pálya, amelyhez egynél több saját célú pálya kapcsolódik, illetve egynél több végfelhasználó kiszolgálására alkalmas;
8. összekötő vasúti pálya: az országos vasúti pályahálózatot és a sajátcélú vasúti pályahálózatot összekötő, csatlakozó pályának nem minősülő vasúti pálya;
9. helyi vasúti pálya: a helyi vasúti pályahálózat részét képező vasúti pálya;
10. vasúti pályahálózat: egy vasúti társaság által működtetett összefüggő rendszer, amely az 1970. december 18-ai 1108/70/EGK bizottsági rendelet I. mellékletében található számlaforma egyes rovataiban feltüntetendő tételek meghatározásáról szóló, 1970. december 18-ai 2598/70/EGK bizottsági rendelet I. mellékletének A. részében felsorolt elemekből áll, azzal az eltéréssel, hogy az utolsó francia bekezdésben foglaltak helyett „A pályavasúti részleg által használt épületek”-et kell érteni;
11. országos vasúti pályahálózat: a térségi, elővárosi, helyi, illetve sajátcélú vasúti pályahálózatnak nem minősülő vasúti pályahálózat;
12. térségi vasúti pályahálózat: térségi vállalkozói vasúti tevékenység céljára kijelölt vasúti pályahálózat, amely legfeljebb három megyét érint, vagy a hossza nem haladja meg a 400 kilométert;
13. helyi vasúti pályahálózat: a helyi közforgalmú vasúti szolgáltatás végzéséhez szükséges vasúti pályahálózat;
14. elővárosi vasúti pályahálózat: elővárosi közforgalmú vasúti szolgáltatás céljára kijelölt vasúti pályahálózat;
15. saját célú vasúti pályahálózat: vasúti pályahálózat, amelyen valamely szervezet a saját, közvetlenül nem vasúti közlekedési célú gazdasági tevékenységével összefüggő vasúti személyszállítást vagy vasúti áruszállítást végez.